# Fresnes (Loir-et-Cher)
Fresnes – miejscowość i gmina we Francji, w Regionie Centralnym, w departamencie Loir-et-Cher.
Według danych na rok 1990 gminę zamieszkiwały 683 osoby, a gęstość zaludnienia wynosiła 43 osoby/km² (wśród 1842 gmin Centre, Fresnes plasuje się na 557. miejscu pod względem liczby ludności, natomiast pod względem powierzchni na miejscu 842).